# چارلی پارکر
چارلی پارکر (به انگلیسی: Charlie Parker) ‏(۲۹ اوت ۱۹۲۰–۱۲ مارس ۱۹۵۵) معروف به «برد» (Bird)، نوازنده ساکسوفون آلتو و نابغه بی‌همتای بداهه‌نوازی جاز بود. او همراه دیزی گیلیسپی سبک بی‌باپ را پایه گذاشت. بسیاری او را برترین نوازنده‌ای می‌دانند که موسیقی معاصر غرب به خود دیده است. پارکر در ۳۵ سالگی درگذشت.
پارکر همراه با لویس آرمسترانگ و دوک الینگتون همواره از تأثیرگذارترین نوازندگان جاز به حساب می‌آید.
پارکر نقش اساسی را در پیشرفت موسیقی بی‌باپ داشت، فرمی از جاز که مشخصه‌های آن سرعت بالا، تکنیک پیشرفته و بداهه‌نوازی بر اساس ساختار هارمونیک می‌باشد.
نوآوری‌های او در ملودی، ریتم و هارمونی، تأثیر بسیار زیادی بر معاصرانش گذارد. او ایده‌های هارمونیک جدیدی را مطرح نمود. پارکر از کسانی بود که جاز را با دیگر انواع موسیقی از کلاسیک گرفته تا موسیقی آمریکای لاتین در هم آمیخت.
اولین تماس او با موسیقی در مدرسه بود. در سن ۱۵ سالگی علاقه زیادی به موسیقی و به خصوص ساز ساکسوفون آلتو نشان داد. بزودی به عضویت یک گروه محلی درآمد تا سال ۱۹۳۵ که مدرسه را برای ادامه موسیقی ترک کرد. بین سال‌های ۱۹۳۵ تا ۱۹۳۹ با گروه‌های جاز و بلوز بسیاری در کانزاس سیتی همکاری کرد. در ۱۹۳۹ به نیویورک رفت و در حدود یک سال در آنجا ماند و به عنوان نوازنده حرفه‌ای به کار مشغول شد. فضای نیویورک بسیار بر موسیقی پارکر تأثیر گذاشت.
در ۱۹۳۸ به عضویت در گروه جی مک شن درآمد و با او در جنوب شیکاگو و نیویورک به اجرا پرداخت. یک سال بعد به شیکاگو آمد و به در یک کلوپ به عنوان یک نوازنده معمولی به کار پرداخت. سپس به نیویورک آمد. در آنجا در یک رستوران ظرف می‌شست تا اینکه با گیتاریستی به نام بیدی فلیت Biddy Fleet آشنا شد. کسی که به او هارمونی‌سازی (Instrumental Harmony) را آموخت.
بعد از مدتی بودن در گروه مک شان و گروه‌های دیگر، سال ۱۹۴۵ گروه خود را در نیویورک تأسیس کرد. در همین زمان همراه با گیلسپی نوازنده ترومپت، در بسیاری گروه‌ها همکاری می‌کرد. این دو شش هفته موسیقی خود را به هالیوود بردند و پارکر تا سال ۱۹۴۶ در آنجا ماند.
بعد از آن از ناراحتی عصبی رنج می‌برد و اینطور که می‌گویند دچار این مشکل بود که نمی‌توانست این موسیقی پیچیده و جذاب را که خود به صورت بداهه به وجود می‌آورد، آنالیز کند.